# Џо Торнтон
Џозеф Ерик Торнтон (енгл. Joseph Eric Thornton; рођен 2. јула 1979. у Сент Томасу, Онтарио) је бивши канадски професионални хокејашки центар и алтернативни капитен Сан Хозе шаркса у НХЛ-у. На драфту 1997. одабран је као први пик од стране Бостон бруинса са којима је одиграо првих седам сезона у најјачој хокејашкој лиги света (три сезоне им је био капитен). У току сезоне 2005/06 трејдован је у Сан Хозе шарксе у замену за тројицу младих играча. Исте сезоне освојио је Арт Росов трофеј као играч са највише освојених поена у лиги и Хартов меморијални трофеј као најкориснији играч лиге (МВП).
Одличан преглед терена, сјајна контрола пака, прецизни пасови и изузетан нападачки стил игре допринели су да брзо постане један од најбољих и најтраженијих центара у лиги. Због своје висине од 193 центиметара и преко 100 килограма тежине од навијача је добио надимак Џамбо Џо.
Са ајкулама је у сезони 2015/16 освојио титулу шампиона западне конференције и играо своје прво Стенли куп финале (поражени су од Питсбурга 4-2). Са репрезентацијом Канаде освојио је олимпијско злато на зимским олимпијским играма 2010. у Ванкуверу. На шампионату света у хокеју 2005. године у Аустрији, где је национални тим Канаде освојио сребрну медаљу, Торнтон је проглашен за најкориснијег играча турнира (МВП; 6 голова, 10 асистенција).

## Каријера

### Аматерски дани
Пре доласка у НХЛ играо је две сезоне у хокејашкој лиги Онтарија (ОХЛ) за Соу Сент Мери грејхаундсе. У својој руки сезони сакупио је 76 поена и однео "Емс Фемили" награду (ОХЛ) и награду "новајлија године" коју додељује ЦХЛ. Наредне сезоне је постигао 41 гол и сакупио 122 поена (други најбољи резултат лиге) и такође био именован у други ол-стар тим ОХЛ-а.
Торнтон је претходно наступао за разне старосне селекције у оквиру канадских јуниорских лига. Његов први клуб били су Сент Томас тревелерси из родног града који се тада такмичио у ОМХА лиги (јуниорска хокејашка асоцијација Онтарија).

### Године у Бостону
Након друге сезоне у ОХЛ-у, на драфту 1997. године као првог пика одабрала га је екипа Бостон бруинса. Свој први гол у НХЛ-у (и поен уопште) уписао је 3. децембра у победи против Флајерса од 3-0. У својој првој професионалној сезони Џамбо је забележио скромних три гола и четири асистенције у 55 утакмица, уз просечно време на леду од свега осам минута по утакмици. Исте сезоне забележио је и прве наступе у плеј офу (играо 6 утакмица; без поена).
Већ наредне сезоне добио је већу минутажу. За просечно нешто више од 15 минута у игри по утакмици остварио је 41 оен у 81 утакмици као и 9 поена у 11 утакмица у плејофу. Торнтон је наставио да се поправља из сезоне у сезону. Пред сезону 2002/03 именован је у капитена тима уместо Џејсона Елисона који је трејдован у Лос Анђелес кингсе. У првој капитенској сезони забележио је 68 поена из 66 утакмица да би већ наредне године остварио своју прву сезону од 100 или више поена уписавши 36 голова и 65 асистенција.
Након туче са Ериком Линдросом, центром Њујорк ренџерса, доживео је фрактуру вилице и морао на операцију због чега је пропустио три утакмице.

### Одлазак у Швајцарску
Због локаута у сезони 2004/05 одлази у Швајцарску. Са колегама из НХЛ-а Риком Нешом и Никласом Хагманом тамо наступа за ХК Давос из истоименог града који се такмичи у НЛА лиги. Те сезоне су помогли Давосу да освоји шампионат и Шпенглеров куп а Неш и Торнтон се посебно зближавају са тренером Арном дел Куртом. Од тада Џо сваког лета одлази у Швајцарску и тренира са клубом око месец дана.
Почетак сезоне 2005/06 га затиче као слободног играча. Торнтон није био задовоља положајем у Бостону као ни критиком на свој рачун да због раног испадања медведа 2004. године (пораз од Монтреала 4-3 у првој рунди). Упркос свему, 11. августа 2005. потписао је нови трогодишњи уговор вредности 20 милиона долара.
Иако је његов допринос на половини сезоне био одличан (33 поена из 24 утакмице) бруинси су лоше стајали на табели. 30. новембра 2005. клуб га трејдује у Сан Хозе за три играча (у Бостон долазе нападачи Марко Штурм, Вејн Примоа и одбрамбени Бред Стјуарт).

### Ново доба у Калифорнији
По његовом доласку у Сан Хозе очекивања ајкула нагло су порасла а одлично се уклопио са новим саиграчем, крилом Џонатаном Чичуом. За време одсуства Елина Мекаулија из формације добио је част да буде алтернативни капитен у мечу против Финикса 30. марта 2006. и то је остао до краја сезоне, када год би Мекаули био изван формације. Уз сакупљених 92 поена из 58 утакмица након трејда и са статистиком пренетом из првог дела сезоне са Бостоном, Торнтон је забележио 96 асистенција и укупно 125 поена (највише у лиги) чиме је заслужио "Арт Росов трофеј" као најефикаснији играч у НХЛ-у. Постао је први играч који је понео ово признање играјући за два тима у истој сезони. Такође је узео и Хартов меморијални трофеј као МВП лиге чије постао једини у НХЛ-у који је у сезони када је освојио трофеј играо за два клуба.
По завршетку сезоне 2006/07 потписао је трогодишњу екстензију уговора (21,6 милиона долара) која ће га задржати у клубу до краја 2010/11. За НХЛ ол стар 2009. у Монтреалу именован је капитеном тима западне конференције. Пред почетак сезоне 2009/10 из редова сенатора стигао је Дени Хитли који је са Торнтоном и капитеном Патриком Марлом чинио прну нападачку линију у једној од бољих сезона у историји франшизе. Тројац је довео ајкуле у плеј оф, други пут за редом са првог места у дивизији али је бајка прекинута пошто их је финалу Запада почоистила екипа Чикага (4-0).
У новембру 2010. Торнтон је био суспендован на две утакмице због ударања Сент Луисовог нападача Дејвида Перона који је касније због последица паузирао 13 месеци и пропустио 97 утакмица свог клуба. Свој 1000-ти поен у каријери забележио је 8. априла 2011. голом против Финикса. У јануару 2014 потписао је нови продужетак уговора са ајкулама до краја 2016/17.

## Приватни живот
Ожењен је од 2009. године. Са супругом Табеом, коју је упознао док је играо у Давосу за време локаута у НХЛ-у током сезоне 2004/05, има кћер Ајлу (рођ. 2010) и сина Ривера (рођ. 2013. године). Јула 2009. добио је америчко држављанство. Скат Торнтон, некадашње лево крило шаркса му је блиски рођак.

## Статистика

### Клубови
|         |                 |      | Регуларна сезона | Регуларна сезона | Регуларна сезона | Регуларна сезона | Плеј оф | Плеј оф | Плеј оф | Плеј оф |
| Сезона  | Клуб            | Лига | Ут               | Гол              | Ас               | Поени            | Ут      | Гол     | Ас      | Поени   |
| 1997/98 | Бостон бруинси  | НХЛ  | 55               | 3                | 4                | 7                | 6       | 0       | 0       | 0       |
| 1998/99 | Бостон бруинси  | НХЛ  | 81               | 16               | 25               | 41               | 11      | 3       | 6       | 9       |
| 1999/00 | Бостон бруинси  | НХЛ  | 81               | 23               | 37               | 60               | -       | -       | -       | -       |
| 2000/01 | Бостон бруинси  | НХЛ  | 72               | 37               | 34               | 71               | -       | -       | -       | -       |
| 2001/02 | Бостон бруинси  | НХЛ  | 66               | 22               | 46               | 68               | 6       | 2       | 4       | 6       |
| 2002/03 | Бостон бруинси  | НХЛ  | 77               | 36               | 65               | 101              | 5       | 1       | 2       | 3       |
| 2003/04 | Бостон бруинси  | НХЛ  | 77               | 23               | 50               | 73               | 7       | 0       | 0       | 0       |
| 2004/05 | ХК Давос        | НЛА  | 40               | 10               | 44               | 54               | 14      | 4       | 20      | 24      |
| 2005/06 | Бостон бруинси  | НХЛ  | 23               | 9                | 24               | 33               | -       | -       | -       | -       |
| 2005/06 | Сан Хозе шаркси | НХЛ  | 58               | 20               | 72               | 92               | 11      | 2       | 7       | 9       |
| 2006/07 | Сан Хозе шаркси | НХЛ  | 82               | 22               | 92               | 114              | 11      | 1       | 10      | 11      |
| 2007/08 | Сан Хозе шаркси | НХЛ  | 82               | 29               | 67               | 96               | 13      | 2       | 8       | 10      |
| 2008/09 | Сан Хозе шаркси | НХЛ  | 82               | 25               | 61               | 86               | 6       | 1       | 4       | 5       |
| 2009/10 | Сан Хозе шаркси | НХЛ  | 79               | 20               | 69               | 89               | 15      | 3       | 9       | 12      |
| 2010/11 | Сан Хозе шаркси | НХЛ  | 80               | 21               | 49               | 70               | 18      | 3       | 14      | 17      |
| 2011/12 | Сан Хозе шаркси | НХЛ  | 82               | 18               | 59               | 77               | 5       | 2       | 3       | 5       |
| 2012/13 | ХК Давос        | НЛА  | 33               | 12               | 24               | 36               | -       | -       | -       | -       |
| 2012/13 | Сан Хозе шаркси | НХЛ  | 48               | 7                | 33               | 40               | 11      | 2       | 8       | 10      |
| 2013/14 | Сан Хозе шаркси | НХЛ  | 82               | 11               | 65               | 76               | 7       | 2       | 1       | 3       |
| 2014/15 | Сан Хозе шаркси | НХЛ  | 78               | 16               | 49               | 65               | -       | -       | -       | -       |
| 2015/16 | Сан Хозе шаркси | НХЛ  | 82               | 19               | 63               | 82               | 24      | 3       | 18      | 21      |

### Репрезентација
| Година | Такмичење                   | Такмичење  | Пласман | Ут | Гол | Ас | Поени |
| 1997   | Светско јуниорско првенство | Швајцарска | 1.      | 7  | 2   | 2  | 4     |
| 2001   | Светско првенство           | Немачка    | 5.      | 6  | 1   | 1  | 2     |
| 2004   | Светски куп                 | Канада     | 1.      | 6  | 1   | 5  | 6     |
| 2005   | Светско првенство           | Аустрија   | 2.      | 9  | 6   | 10 | 16    |
| 2006   | Зимске олимпијске игре      | Италија    | 7.      | 6  | 1   | 2  | 3     |
| 2010   | Зимске олимпијске игре      | Канада     | 1.      | 7  | 1   | 1  | 2     |
| 2016   | Светски куп                 | Канада     | 1.      | 6  | 1   | 1  | 2     |